# الأرض سفينة الفضاء

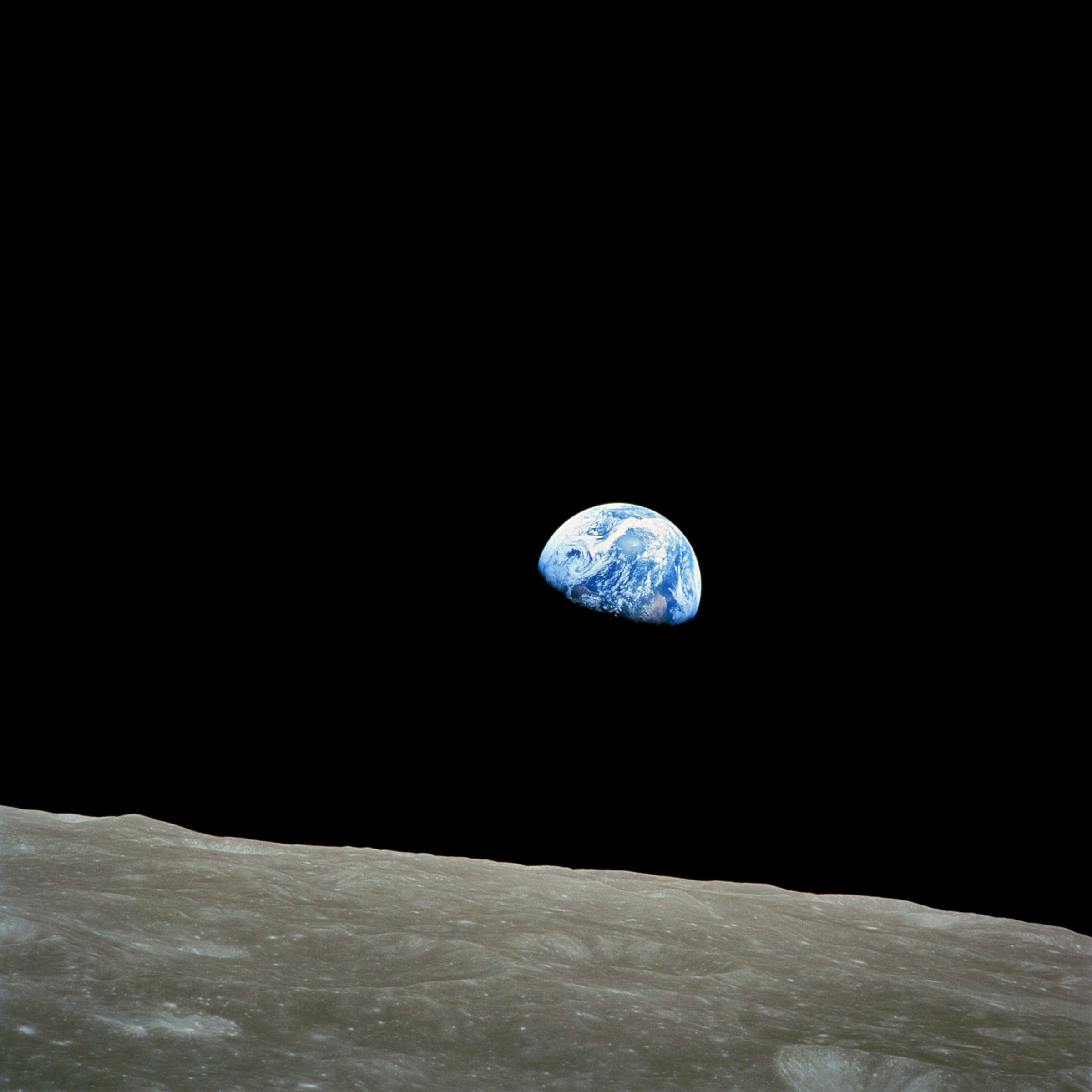
صورة شروق الأرض التي التقطها رائد الفضاء بيل أندرس من وحدة قيادة أبولو 8 في عام 1968

الأرض سفينة الفضاء (بالإنجليزية: Spaceship Earth)، يسمى أيضا الأرض مركبة فضائية أو كوكب الأرض سفينة الفضاء، هو رؤية كونية تشجع كل شخص على الأرض عل العالم طاقمًا متناغمًا من أجل الصالح العام.

## التاريخ
الاستخدام المعروف الأول لهذه الفكرة موجود في مقطع من أشهر أعمال هنري جورج، التقدم والفقر (1879). من الكتاب الرابع، الفصل 2:
«إنها سفينة مجهزة جيدًا، نبحر عليها عبر الفضاء. إذا بدا أن الخبز واللحم نضبا على سطح المركب، فإننا نفتح العنبر حيث توجد مؤن جديدة، لم نكن لنحلم بها من قبل. وقيادة عظيمة جدًا تؤمن الخدمات للآخرين، تأتي للأشخاص الذين يُسمح لهم مع فتح العنابر أن يقولوا: هذا لي!»
يعيد جورج أورويل صياغة ما قدمه هنري جورج في كتاب الطريق إلى ويجان بيير:
«العالم عبارة عن طوف يبحر عبر الفضاء، مع احتمال وجود الكثير من المؤن للجميع؛ فكرة أننا يجب أن نتعاون جميعًا ونتأكد من أن كل شخص يقوم بحصته العادلة من العمل ويحصل على نصيبه العادل من المؤن، تبدو هذه الفكرة واضحة جدًا لدرجة أنه يمكن للمرء أن يقول إنه لا يمكن لأحد أن يفشل في قبولها ما لم يكن لديه دافع فاسد للتشبث بالنظام الحالي.»
في عام 1965، ألقى أدلاي ستيفنسون خطابًا شهيرًا أمام الأمم المتحدة، قال فيه:
«نسافر معًا، ركابًا على متن سفينة فضائية صغيرة، معتمدين على مواردها الضعيفة من الهواء والتربة؛ جميعنا ملتزمون بأمنها وسلامها لننال نجاتنا؛ نحفظها من الدمار عن طريق الرعاية والعمل، وسأقول، والحب الذي نمنحه لسفينتنا الهشة. لا يمكن أن نبقي نصفها سعيدًا ونصفها الأخر بائسًا، وغير واثق، ويائسًا، وعبدًا لأعداء الإنسان القدامى، ونصف حر بموارد لم يحلم بها قبل اليوم. لن يسافر طاقم بأمان وهو يحمل كل هذه المتناقضات بين أفراده. فعلى قراراتهم يعتمد بقاؤنا جميعًا.»
في العام التالي، أصبح مصطلح الأرض سفينة فضائية عنوانًا لكتاب كتبته صديقة لستيفنسون، وهي الخبيرة الاقتصادية البارزة دوليًا باربرا وارد.
وفي عام 1966 أيضًا، استخدم كينيث بولدينغ، الذي تأثر بقراءة هنري جورج، العبارة في عنوان مقال له، اقتصاديات سفينة الفضاء الأرض القادمة. وقد وصف بولدينغ الاقتصاد المفتوح الماضي بالموارد التي لا حدود لها ظاهريًا، والذي قال إنه كان يفضل أن يطلق عليه اسم «اقتصاد رعاة البقر»، وتابع: «الاقتصاد المستقبلي المغلق يمكن أن يطلق عليه بشكل مشابه اقتصاد «رائد فضاء»، حيث تصبح الأرض فيه سفينة فضاء واحدة، دون احتياطيات غير محدودة من أي شيء، إما لاستخراجها أو للتلويث بها، لذا يجب على الإنسان أن يجد مكانه في نظام بيئي دوري». (تناول ديفيد كورتن فكرة «رعاة البقر في سفينة الفضاء» في كتابه لعام 1995 عندما تحكم الشركات العالم).

وقد جعل بوكمنستر فولر هذه العبارة متداولة، حين نشر كتابًا في عام 1968 تحت عنوان دليل التشغيل لسفينة الفضاء الأرض. هذا الاقتباس الذي يشير إلى الوقود الأحفوري، يعكس منهجه:
«يمكننا جعل البشرية جمعاء ناجحة من خلال أن يجتاح العالم التطور الصناعي العلمي، شريطة ألا نكون حمقى لدرجة أن نتابع استنزاف الطاقة التي حفظتها مركبتنا الفضائية الأرض عبر مليارات السنين في جزء من ثانية فلكية. احتياطيات الطاقة هذه وضعت في الحساب البنكي لسفينة الفضاء الأرض لتستخدمها بغرض التشغيل الذاتي فقط.»
وقد تحدث الأمين العام للأمم المتحدة يو ثانت عن سفينة الفضاء الأرض في يوم الأرض 21 مارس 1971 في مراسم قرع جرس السلام الياباني: «أتمنى أن تحظى سفينة الفضاء الأرض بأيام سلام وبهجة دائمة مستقبلًا، بينما تستمر بالدوران في الفضاء الموحش بحمولتها الدافئة والهشة من الأحياء».

أطلق اسم سفينة الفضاء الأرض على الكرة الجيوديسية التي يبلغ قطرها 50 مترًا (160 قدمًا) والتي تستقبل الزوار عند مدخل منتزه إبكوت الترفيهي في عالم والت ديزني. ويوجد داخل هذه الكرة جولة معتمة تهدف إلى استكشاف تاريخ الاتصالات والترويج لمبادئ تأسيس إبكوت، «اعتقاد وفخر بقدرة الإنسان على تشكيل عالم يوفر الأمل للناس في كل مكان». في تجسيد سابق من الجولة، يرويه الممثل جيريمي إيرونز ونقح في عام 2008، وقد قيل في الرسالة:
«مثل سفينة فضاء كبيرة وإعجازية، يبحر كوكبنا من خلال عالم من الزمن، ولوهلة قصيرة، كنا بين العديد من ركابه... لدينا الآن القدرة والمسؤولية لبناء جسور جديدة من القبول والتعاون بيننا، لخلق عالم أفضل لأنفسنا ولأطفالنا، بينما نواصل رحلتنا المذهلة على متن سفينة الفضاء الأرض.»
أشار ديفيد دويتش إلى أنه من الصعب الدفاع عن صورة الأرض باعتبارها «سفينة فضاء» مأهولة لطيفة حتى بالمعنى المجازي. إذ أن بيئة الأرض قاسية والبقاء عبارة عن صراع دائم للحياة، بما في ذلك أنواع كاملة تحاول تجنب الانقراض. ولن يتمكن البشر من العيش في معظم المناطق التي يعيشون فيها الآن دون المعرفة اللازمة لبناء أنظمة تدعم الحياة مثل المنازل والتدفئة وإمدادات المياه، إلخ.
يستخدم مصطلح «سفينة الفضاء الأرض» بشكل متكرر على ملصقات منتجات إيمانويل برونر للتأكيد على إيمانه بوحدة البشرية وتعزيزها.